# Hyparrhenia dregeana
Hyparrhenia dregeana är en gräsart som först beskrevs av Christian Gottfried Daniel Nees von Esenbeck, och fick sitt nu gällande namn av Otto Stapf och Sydney Margaret Stent. Hyparrhenia dregeana ingår i släktet Hyparrhenia och familjen gräs. Inga underarter finns listade i Catalogue of Life.